# Profesionál (film, 1981)
Profesionál (francouzsky: Le Professionnel) je špionážní drama natočené francouzským režisérem Georges Lautnerem, v hlavní roli s hercem Jean-Paul Belmondem.
Film byl natočen podle románu "Mort d'une bête à la peau fragile" Patricka Alexandra. Ústřední hudební motiv, skladbu Chi Mai, která provází celý film, složil Ennio Morricone a je zejména ve Francii nejoblíbenější Morriconeho skladbou.

## Děj
Francouzská tajná služba vyslala svého nejlepšího agenta, jménem Josselin "Josse" Beaumont (Jean-Paul Belmondo), do fiktivní africké země, aby zabil tamního "doživotního prezidenta", diktátora Njalu. Během jeho cesty se však politická situace radikálně změnila a francouzská vláda se rozhodla pro spolupráci s diktátorovým režimem (zejména kvůli těžbě ropy). Francouzská tajná služba situaci vyřešila tím, že svého agenta a jeho úkol vyzradila diktátorovým bezpečnostním složkám; agent Beaumont je zajat, mučen a v následném procesu odsouzen jako atentátník na mnoho let do vězení.
Po několika letech se však Beaumontovi podaří z vězení uprchnout a vrací se do Francie s plánem na pomstu. Úmyslně informuje své bývalé nadřízené, že je odhodlán splnit starý úkol: zabít prezidenta Njalu, který právě přijíždí do Francie na oficiální návštěvu. Tajná služba se všemožně snaží atentátu zabránit a Beaumonta zlikvidovat. Mezi bývalými kolegy začíná boj na život a na smrt, do kterého jsou zataženi i další "nevinní" lidé.

## Obsazení
| Jean-Paul Belmondo        | Josselin "Joss" Beaumont |
| Robert Hossein            | komisař Rosen            |
| Michel Beaune             | kapitán Edouard Valéras  |
| Cyrielle Claire           | Alice Ancelinová         |
| Jean-Louis Richard        | plukovník Martin         |
| Elisabeth Margoni         | Jeanne, Jossova žena     |
| Marie-Christine Descouard | Doris Frederiksenová     |
| Jean Desailly             | ministr                  |
| Bernard-Pierre Donnadieu  | inspektor Farges         |
| Pierre Vernier            | Salvatore Volfoni        |
| Gérard Darrieu            | instruktor Picard        |
| Pierre Saintons           | prezident Njala          |
| Sidiki Bakaba             | Jossův spoluvězeň        |